# Критерії імовірності фінансової кризи в страховій компанії
Фінансова криза - це різке погіршення стану фінансового ринку внаслідок реалізації накопичених ризиків під впливом внутрішніх і зовнішніх чинників, що спричиняє порушення його функціонування, зниження цінових показників, погіршення ліквідності й якості фінансових інструментів, банкрутство учасників. Фінансова криза передбачає виникнення якісних змін в економічній системі, які спричиняють порушення пропорцій у розвитку, його призупинення, видозміни чи руйнування фінансової системи окремих країн або світових ринків у цілому.
Фінансова криза – це криза, яка:
- системно охоплює фінансові ринки та інститути фінансового сектору, грошовий обіг і кредит, міжнародні фінанси (сегмент країни), державні, муніципальні та корпоративні фінанси;
- негативно впливає у середньо- і довгостроковому періоді на економічну активність усередині країни й на динаміку добробуту населення;
- проявляється у фінансовому секторі й на фінансових ринках, у міжнародних фінансах, у сфері грошового обігу, у сфері державних фінансів.

У аналітичному дослідженні та прогнозуванні використовуються такі критерії імовірності фінансової кризи страхової компанії.
До них належать:
- істотні витрати в основній діяльності;
- підвищення собівартості продукції (послуг);
- зниження продуктивності праці;
- збільшення обсягу неліквідності оборотних коштів;
- неповне завантаження потужності, неритмічність виробничого процесу;
- втрата клієнтів, тобто несприятливі зміни у портфелі замовлень;
- перевищення критичного рівня простроченої кредиторської заборгованості;
- надмірне використання короткострокових позикових коштів у ролі джерел фінансування довгострокових вкладень;
- постійне зростання до небезпечних меж частки позикових коштів у загальній сумі джерел коштів;
- хронічне невиконання зобов’язань перед інвесторами, кредиторами, акціонерами;
- неправильна реінвестиційна політика і т.д.

У разі надходження сигналів про імовірність настання банкрутства організації слід розробити заходи для виходу з несприятливої ситуації. До них належать:
- впровадження нових, ефективних технологій;
- розробка нових видів страхових продуктів, які користуються попитом у клієнтів;
- проведення інноваційної маркетингової кампанії;
- цінова конкуренція;
- ефективна організація збуту страхових продуктів, висока якість обслуговування;
- зниження витрат;
- удосконалення управління.